# ロエストモンキー
ロエストモンキー(Allochrocebus lhoesti)は、オナガザル科に分類される霊長類。アフリカ中部の林でみられ、地上によく下りる。ロエストザルや、ロエストグエノンとも呼ばれる。保全状況は悪化しており、危急種の扱いを受けている。

## 分布
最大の生息地はコンゴ民主共和国東部であり、その周辺である、ウガンダ南西部、ルワンダ、ブルンジ北部にも分布する。低地林、河辺林、半山地林、山地林、乾燥ウッドランドなどでみられる
。

## 形態
体長は、雄が54-703 cm（センチメートル）、雌が45-55cm。尾長は46-80cm。体重は、雄が6ｰ10kg（キログラム）、雌が3-4.5kg。ほぼ全身が灰茶色の毛で覆われており、背中は赤褐色であり、首の周りは白色の毛で覆われている。

## 生態
草本、花、種子、若葉、果実、虫を食し、果実を主食としている。昆虫は次いでよく食され、ウガンダのカリンズ森林では昆虫を採食する時間の割合が摂食時間のうちの60%を超えている。またネズミなどの小型の哺乳類を食すこともある。林の下層部を利用し、地上によく下りる。グエノンの仲間としては突出して地上性が高い。繁殖期には季節性があり、例として、ウガンダのキバレ森林やカリンズ森林では12月から2月にかけての出産が多い。また、カリンズ森林では、母親以外の個体が新生児の世話を引き受ける行動が観察されている。この行動はアロマザリング行動と呼ばれるものであり、母親の負担を軽減し、繁殖の可能性を広げることにつなげるために行う。10頭程度からなる一夫多妻の群れで生活し、雄は成長すると別の群れに移動する。そのため、母系の群れを形成している考えられる。

## 保全状況
IUCNのレッドリストにおいて、危急種であると判断されている。これは、日本の環境省の絶滅危惧Ⅱ類に相当する。

## ギャラリー

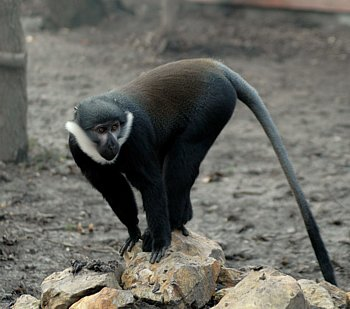
成体。
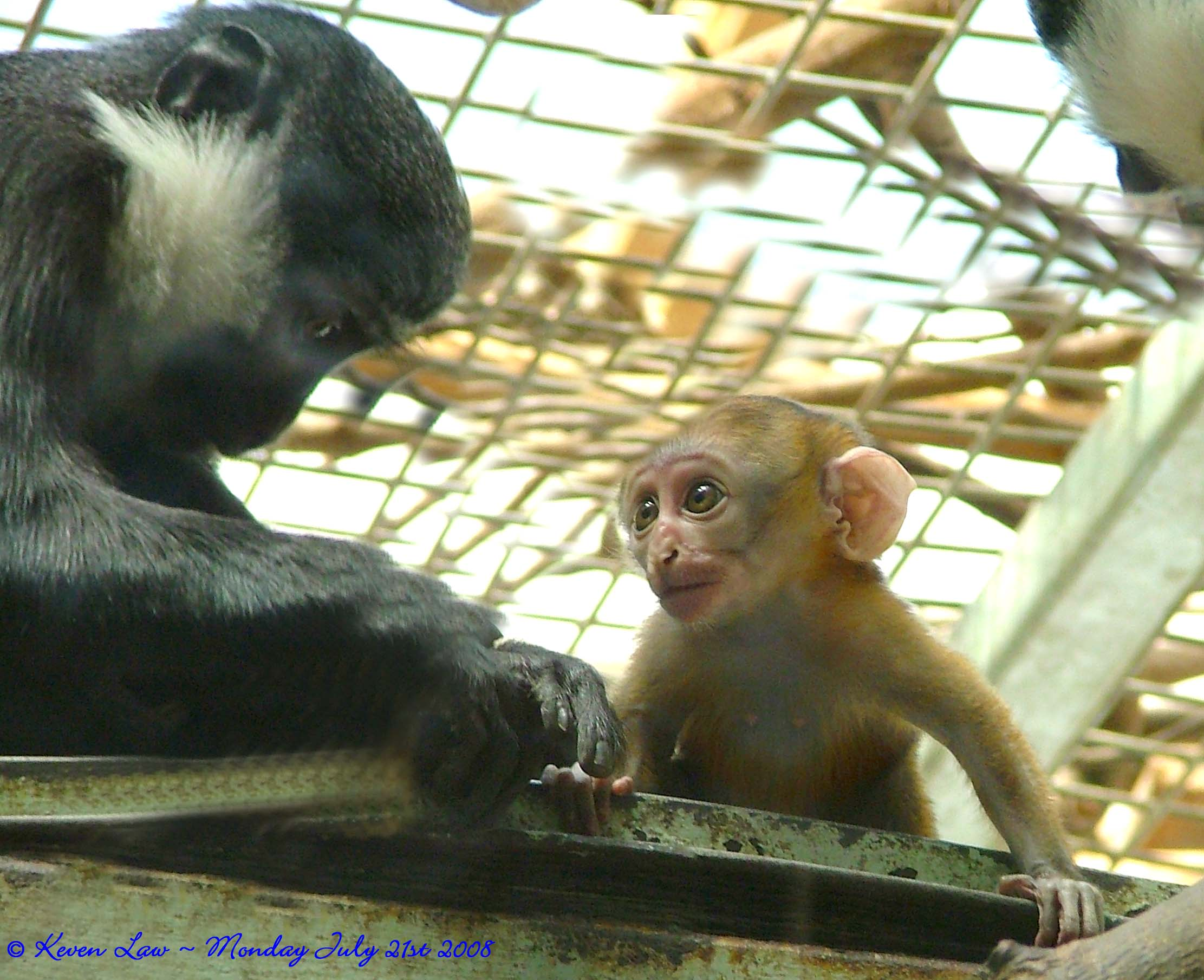
イギリス、コルチェスター動物園での写真。子供と雌。
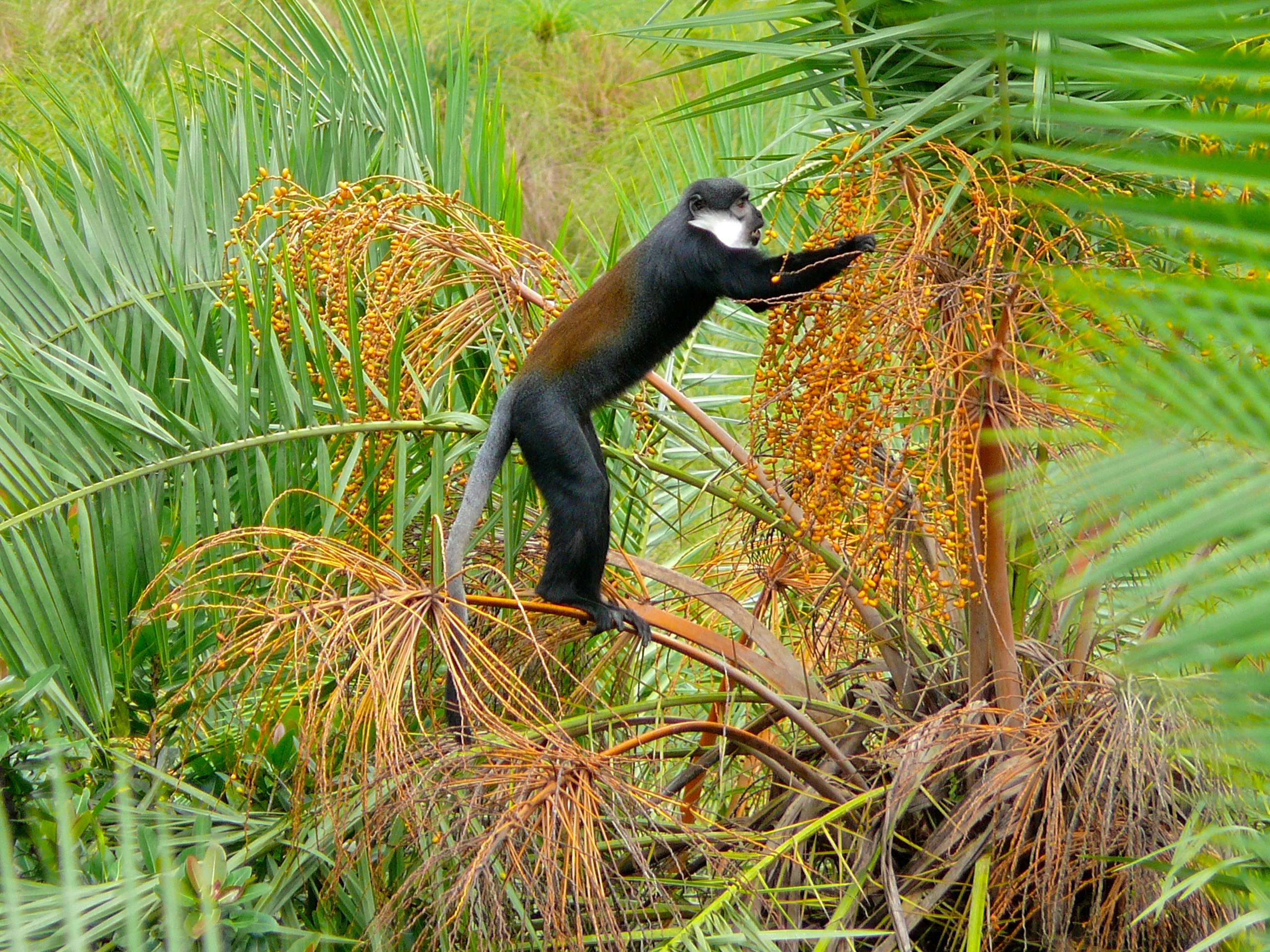
ウガンダでの写真。
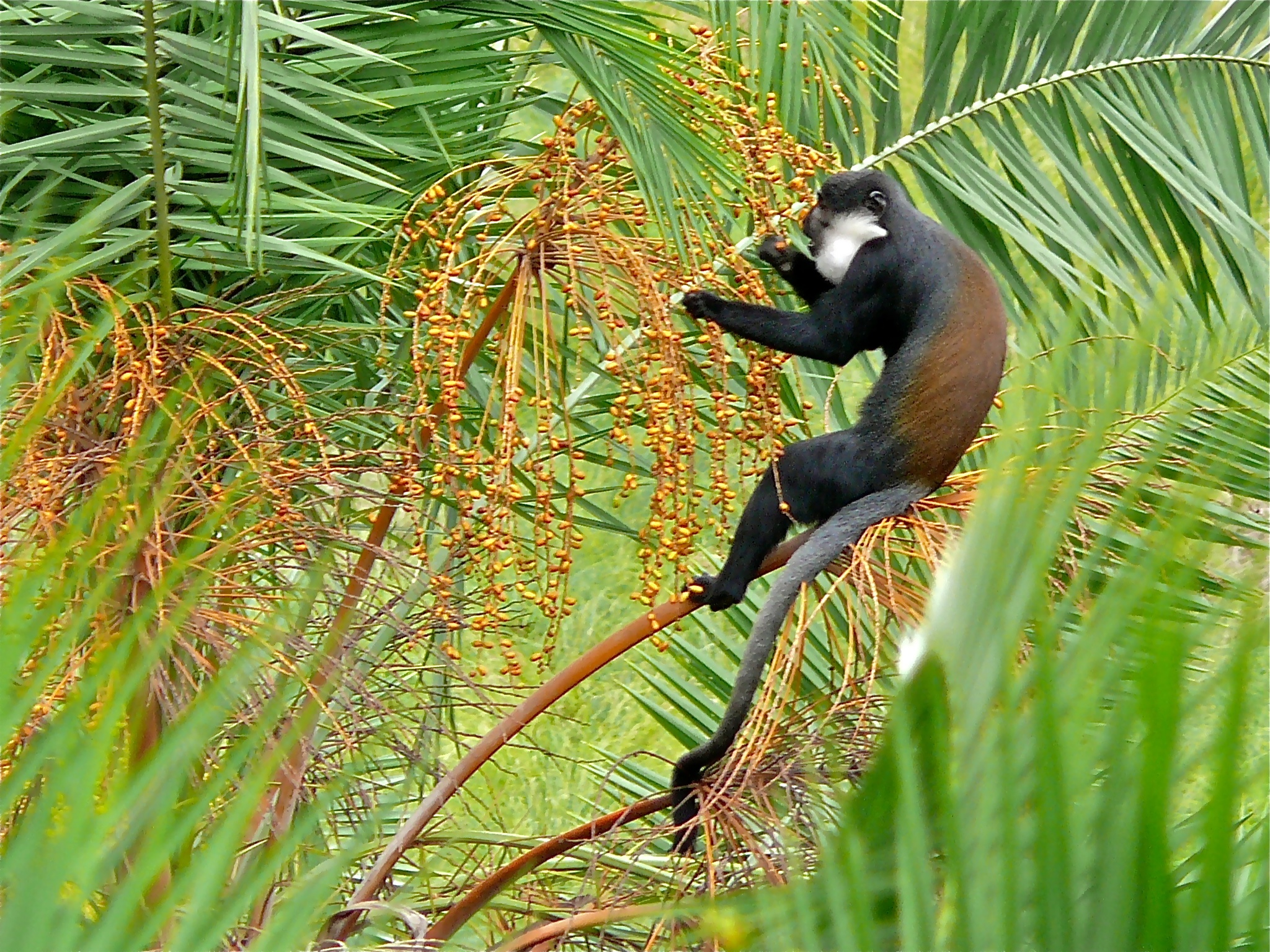
採食の様子。
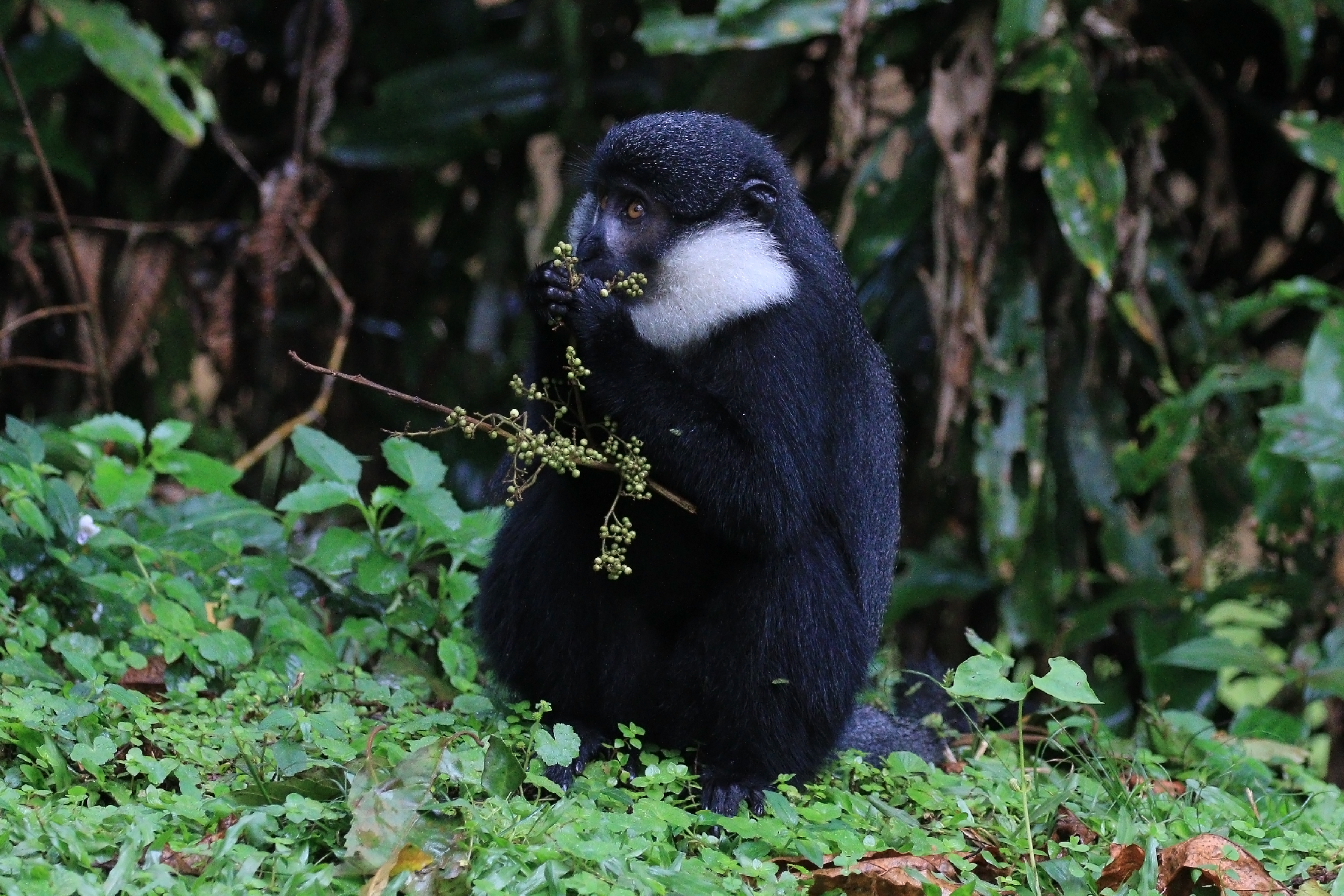
採食の様子。